# Benjamin Rinner
Benjamin Rinner (* 1976 in Annaberg-Buchholz)
ist ein deutscher Fotograf und Künstler.

## Leben
Benjamin Rinner studierte Fotografie von 1998 bis 2001 an der Universität-Gesamthochschule Essen bei Bernhard Prinz, von 2001 bis 2002 an der Hochschule für Kunst und Design Helsinki am Dept. of Photography und von 2002 bis 2005 an der Hochschule für Grafik und Buchkunst Leipzig bei Timm Rautert. In Anschluss an sein Diplom blieb Rinner bis 2008 als Meisterschüler in dessen Klasse.
Benjamin Rinner lebt in Helsinki.

## Werk
Selbst, Selbstbild, Eitelkeit, Narzissmus etc. sind die zentralen Themen in Benjamin Rinners fotografischen Arbeiten.
Bekannt ist Rinner vor allem für seine Spiegelbilder. Ausgangspunkt dieser fotografischen Porträtarbeiten ist der Blick des Menschen auf sich selbst. Rinner nutzt die für die Konstitution des visuellen und mentalen (Selbst-)Bildes maßgebliche Reflexion des Spiegels für seine Fotografien. In der spezifischen Aufnahmesituation der Spiegelbilder fokussiert Rinners großformatige Kamera durch einen halbdurchlässigen Spiegel die sich betrachtende und sich selbst fotografierende Person.
Auch in anderen Arbeiten wie in Rinners Selbstporträtstudien spielt der Spiegel eine maßgebliche Rolle.

## Öffentlichen Sammlungen
- Kunstsammlungen Chemnitz
- Fotografische Sammlung des Museum Folkwang, Essen
- Kunstsammlung des Freistaats Sachsen, Dresden